# Святой Георгий (храмовая икона из Юрьева монастыря)
«Святой Георгий» — русская икона домонгольского периода. Икона имеет новгородское происхождение и была храмовым образом Юрьева монастыря. В настоящее время находится в собрании Государственной Третьяковской галереи.

## История и датировка
Датировка иконы 1130 годом условна и основана на надписи с этим годом на её обороте, выполненной в XIX веке. Существует два основных подхода к датировке данной иконы:
1030 год — основание Юрьева монастыря
Данной датировки придерживается искусствовед В. И. Антонова. По её мнению, этот храмовый образ был написан по заказу первоначального ктитора Юрьева монастыря, которым, по утверждению В. Н. Татищева, является князь Ярослав Мудрый (в крещении — Георгий). Она считает невозможным написание данной иконы к освящению Георгиевского собора Юрьева монастыря (1130 год) при князьях Всеволоде (в крещении — Гавриил) и Мстиславе (в крещении — Фёдор). На основе рентгенографии иконы делается вывод о близости её первоначальной живописи с фреской «Великомученик Георгий» (первая половина XI века) в конхе Георгиевского придела Софии Киевской. Также стиль живописи иконы, поза святого и пропорции его фигуры, по мнению В. И. Антоновой, близки к другим фрескам, изображениям Софии Киевской.
30—40-е годы XII века — освящение Георгиевского собора Юрьева монастыря
Датировку иконы XII веком поддерживают искусствоведы В. Н. Лазарев, Э.С. Смирнова, Н.Б. Салько. Академик В.Н. Лазарев отмечает, что икона была написана к освящению Георгиевского собора Юрьева монастыря и её размеры являются подходящими для размещения на столпе собора. Э. С. Смирнова особо отмечает, что образ Георгия был написан в самом Новгороде и, возможно, теми же мастерами, которые создали фресковую живопись Георгиевского собора, которая имеет с ней сходство в орнаментальных мотивах.
Икона была раскрыта в Центральных государственных реставрационных мастерских (ЦГРМ) в 1928—1933 годах. Из ЦГРМ в 1933 году икона поступила в собрание Государственной Третьяковской галереи.

## Иконография
Иконография образа соответствует распространившемуся в Византии с X века изображению святого Георгия в образе воина, а не молодого мученика. Он изображён в полный рост с княжеским венцом на голове. Фон иконы золотой, без позема. Правая рука святого прижата к груди, в ней находится копьё, левая рука опущена и держит меч в ножнах. За спиной святого виден щит круглой формы.
Икона неоднократно поновлялась. От оригинальной живописи сохранились: «контур фигуры Георгия, его темно-коричневые в завитках волосы, фиолетовый нимб, охряной панцирь (верхние красочные слои не сохранились), синие — ворот, перевязь и щит, фрагменты киноварного плаща с более темными в тон описями складок, коричневое с золотом копье, кисти рук (белого вохрения)». Поновления иконы были выполнены в следующие века:
- XIV век — переписаны лик, часть плаща, тельник, налокотники и меч;
- XVI—XVII века — штаны, обувь (за исключением фрагментов на правой ноге);
- XIX век — обувь, вырезана надпись на обороте с датой «1130».